# 許有孚
許有孚，字可行，河南湯陰人。元朝政治人物、詩人。

## 生平
至順元年進士，授湖廣儒學副提舉，改湖廣行省檢校。累官南臺御史，同僉太常禮儀院事。

## 家族
兄許有壬。

## 著作
工詩，與許有壬父子多有唱和，成《圭塘欸乃集》。
有《臚唱聞鶯》詩：「陰陰煙翠足潛身，其奈嬌喉百囀新。卻憶當年閶闔晩，恩袍光照上林春。」